# Uloborus jabalpurensis
Uloborus jabalpurensis es una especie de araña araneomorfa del género Uloborus, familia Uloboridae. Fue descrita científicamente por Bhandari & Gajbe en 2001.
Habita en India.